# Teruhiro Sugimori
Teruhiro Sugimori (jap. 杉森 輝大 Sugimori Teruhiro; * 15. Oktober 1982 in Taiki) ist ein ehemaliger japanischer Eisschnellläufer.

## Werdegang
Sugimori kam in der Saison 2004/05 bei der Winter-Universiade 2005 in Innsbruck auf den sechsten Platz über 1500 m und nahm in Hamar erstmals am Eisschnelllauf-Weltcup teil, wobei er in der B-Gruppe den 14. Platz über 1500 m und den vierten Platz in der Teamverfolgung errang. Bei den Olympischen Winterspielen im folgenden Jahr in Turin belegte er den 24. Platz über 1500 m und den achten Rang in der Teamverfolgung. In der Saison 2006/07 erreichte er in Erfurt mit dem dritten Platz in der Teamverfolgung seine erste Podestplatzierung im Weltcup und siegte bei den japanischen Meisterschaften über 1500 m. Zudem belegte er bei den Einzelstreckenasienmeisterschaften 2007 in Changchun den sechsten Platz über 1500 m und bei den Einzelstreckenweltmeisterschaften 2007 in Salt Lake City den 22. Platz über 1500 m sowie den vierten Rang in der Teamverfolgung. Bei den Einzelstreckenweltmeisterschaften im folgenden Jahr in Nagano wurde er Fünfter in der Teamverfolgung.
In der Saison 2008/09 triumphierte Sugimori erneut bei den japanischen Meisterschaften über 1500 m und kam in Berlin mit dem dritten Platz in der Teamverfolgung letztmals im Weltcup aufs Podest. Beim Saisonhöhepunkt, den Einzelstreckenweltmeisterschaften 2009  in Richmond, belegte er den 21. Platz über 1500 m und den achten Rang in der Teamverfolgung. In der Saison 2009/10 wurde er japanischer Meister über 1000 m sowie 1500 m und absolvierte in Salt Lake City seine letzten im Rennen im Weltcup, welche er auf dem fünften Platz in der Teamverfolgung und in der B-Gruppe auf dem neunten Platz über 1000 m beendete. Zudem startete er bei den Olympischen Winterspielen 2010 in Vancouver letztmals international. Dabei lief er jeweils auf den 26. Platz über 1000 m und 1500 m sowie auf den achten Rang in der Teamverfolgung.

## Erfolge

### Olympische Spiele
- 2006 Turin: 8. Platz Teamverfolgung, 24. Platz 1500 m
- 2010 Vancouver: 8. Platz Teamverfolgung, 26. Platz 1000 m, 26. Platz 1500 m

### Einzelstrecken-Weltmeisterschaften
- 2007 Salt Lake City: 4. Platz Teamverfolgung, 22. Platz 1500 m
- 2008 Nagano: 5. Platz Teamverfolgung
- 2009 Richmond: 8. Platz Teamverfolgung, 21. Platz 1500 m

### Asienmeisterschaften
- 2007 Changchun: 6. Platz 1500 m

## Persönliche Bestzeiten
| Disziplin | Zeit         | Datum             | Ort            |
| --------- | ------------ | ----------------- | -------------- |
| 500 m     | 36,70 s      | 3. Oktober 2009   | Salt Lake City |
| 1000 m    | 1:09,04 min  | 13. Dezember 2009 | Salt Lake City |
| 1500 m    | 1:45,49 min  | 11. Dezember 2009 | Salt Lake City |
| 3000 m    | 3:53,05 min  | 23. Februar 2008  | Nagano         |
| 5000 m    | 6:54,54 min  | 30. Oktober 2004  | Nagano         |
| 10000 m   | 15:06,56 min | 22. Dezember 2005 | Nagano         |